# Alsleben (Trappstadt)

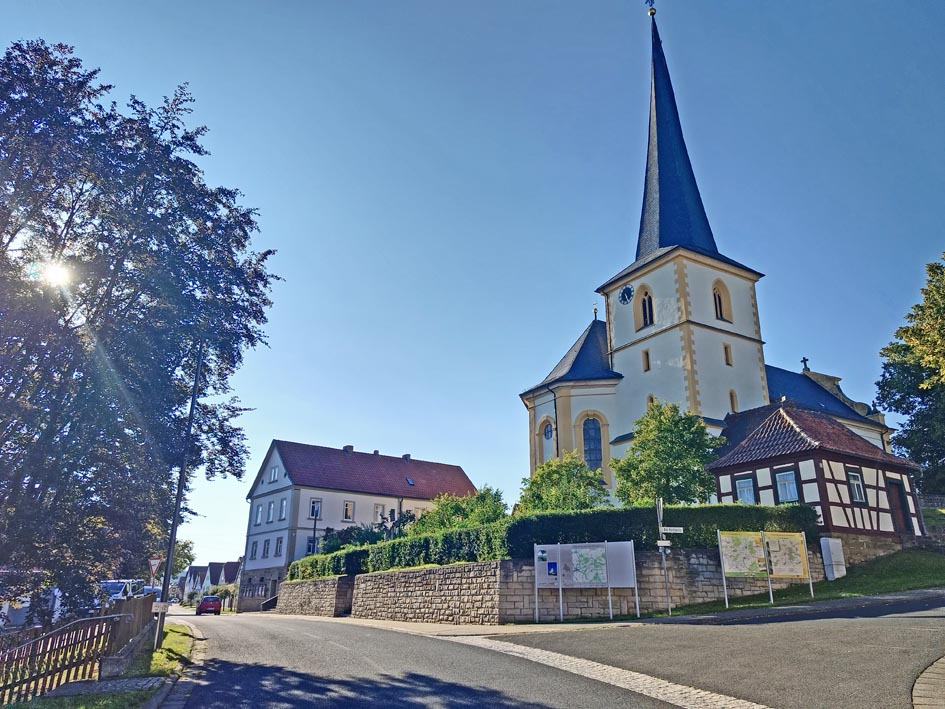
Kirche St. Kilian in Alsleben

Alsleben (Ausspracheⓘ, siehe zum Ortsnamensuffix: -leben) ist ein Gemeindeteil des Marktes Trappstadt im unterfränkischen Landkreis Rhön-Grabfeld in Bayern.

## Geografie
Das Pfarrdorf liegt im unterfränkischen Teil des Grabfelds direkt an der Grenze zum Heldburger Land in Thüringen. In der Gemarkung liegt die Wüstung Eschelhorn. Der Saalbrunnen bei Alsleben ist eine der beiden Quellbäche der Fränkischen Saale.

## Geschichte
866 schenkte Nordmann dem Kloster Fulda Besitzungen in „villa Adalolfesleiba“. Der Ortsname Alsleben bedeutet Erbgut des Adalolf. 1199 empfing der Eichstätter Bischof vom Henneberger Poppo von Irmelshausen ein fünf Huben großes Gut in Alsleben.
Später empfingen die Grafen von Henneberg-Hartenberg „einen Hof und eine Hofreite zu Eschelhorn“ sowie „den Zehntanteil“ zu Alsleben als Lehen des Bistums Fulda. Die Grafen von Henneberg-Hartenberg verkauften ihren Besitz 1371 an die Linie Henneberg-Aschach, welche sich später Henneberg-Römhild nannte. Von dieser ging Alsleben 1548 an die verschwägerten Grafen von Mansfeld, welche 1555 diesen Besitz an die ernestinischen Herzöge von Sachsen verkauften. 1575 wurde die Ortschaft Eschelhorn wüst.
1604 erwarb der Fürstbischof Julius Echter von Mespelbrunn vom Herzogtum Sachsen die ehemaligen hennebergischen Besitzungen in Alsleben und gliederte sie dem Amt Königshofen an. 1803 wurde der Ort zugunsten Bayerns säkularisiert, dann im Frieden von Preßburg 1805 Erzherzog Ferdinand von Toskana zur Bildung des Großherzogtums Würzburg überlassen, mit welchem es 1814 endgültig an Bayern fiel. Im Zuge der Verwaltungsreformen in Bayern entstand mit dem Gemeindeedikt von 1818 die heutige Gemeinde.
Am 1. Januar 1978 wurde Alsleben in den Markt Trappstadt eingegliedert.

## Kultur und Sehenswürdigkeiten

### Religion

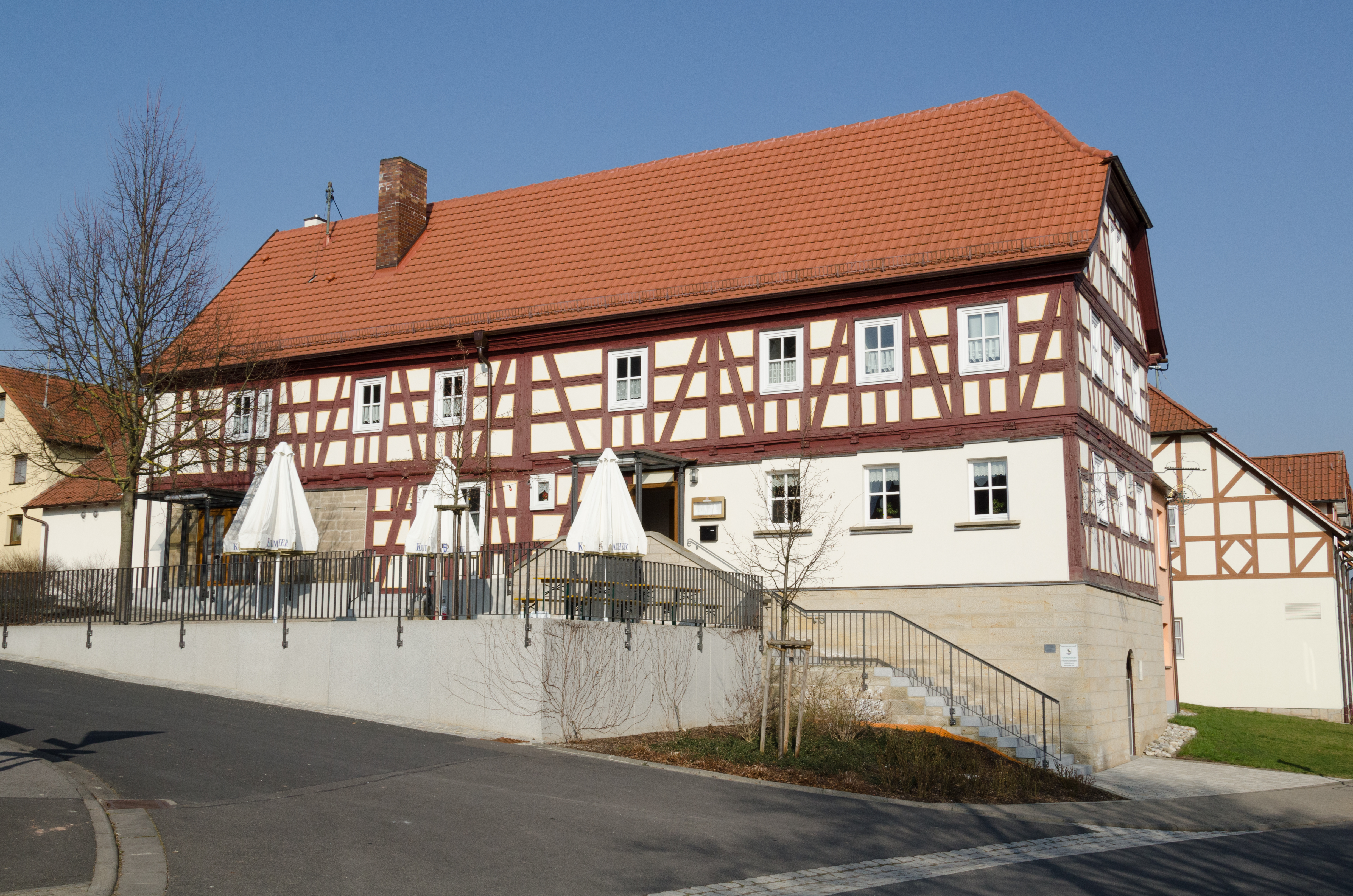
Fachwerkhaus am Kirchplatz

1317 wurde eine Kirche urkundlich bezeugt und schon 1406 erfolgte die bischöfliche Bestätigung einer Frühmesse zu Ehren der heiligen Jungfrau Maria. 1431 wurde die Kreuzkapelle am westlichen Ortsrand errichtet. 1590 wurde Alsleben von der Mutterkirche Untereßfeld getrennt und eigenständige Pfarrei.
1700 lebte die vermutlich in der ersten Hälfte des 16. Jahrhunderts aufgegebene Wallfahrt zur heiligen Ursula auf dem Kapellenberg nahe Alsleben wieder auf. 1750–54 wurde eine größere Wallfahrtskirche errichtet. Die bald immens gewachsene Wallfahrt zum Gnadenort wurde während der Säkularisation 1803 verboten, 1815 wieder zugelassen. Die Kapelle St. Ursula baute man 1875/76 nach einem Blitzschlag wieder auf und veränderte dabei vor allem die Fassade im Stil der Zeit.
1730–1737 wurde die heutige Pfarrkirche St. Kilian als Saalkirche mit eingezogenem Chor nach Plänen des Ingenieurhauptmanns Michael Müller errichtet. Die Ausstattung zog sich hin, die Weihe erfolgte 1743. Der Turm stammt noch vom Vorgängerbau und ist in seinem Untergeschoss spätgotisch, etwa um 1500, während das Obergeschoss mit dem eleganten Spitzhelm um 1610 datiert. Sehenswert ist insbesondere der von Johann Joseph Keßler 1741 geschaffene Hochaltar und die 1787 von Franz Ignaz Seuffert erbaute Orgel.

### Baudenkmäler
- Kapelle St. Ursula bei Alsleben

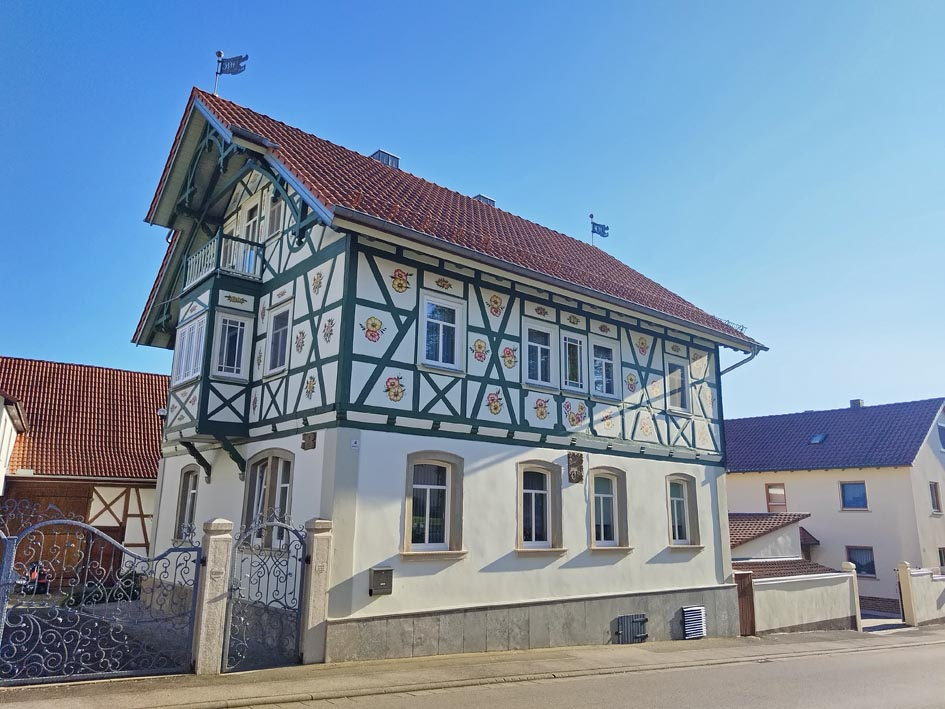
Fachwerk in der Königshöferstr. 4

- Katholische Pfarrkirche St. Kilian[3] mit Seuffert-Orgel in Alsleben
- Baudenkmal „Alte Burg“ in Alsleben

### Sehenswürdigkeiten
- Naturschutzgebiet Trockenrasen am Kapellenberg bei Alsleben
- Wanderweg „Grenzgänger“ zu Geschichte und Ökologie der ehemaligen innerdeutschen Grenze
- Der Saalbrunnen bei Alsleben ist eine der beiden Quellbäche der Fränkischen Saale und gleichzeitig Startort des Fränkische-Saale-Radweges.

## Persönlichkeiten
- Nikolaus Scheublein († 1541), Theologe, Dekan an der Universität leipzig, Domherr in Meißen.
- Aquilius Reichert (geb. 10. Januar 1889, † 23. November 1968), Mönch, Theologe, Träger des Verdienstkreuzes des Vatikans und des Verdienstkreuzes der Bundesrepublik Deutschland 1. Klasse.

## Literatur

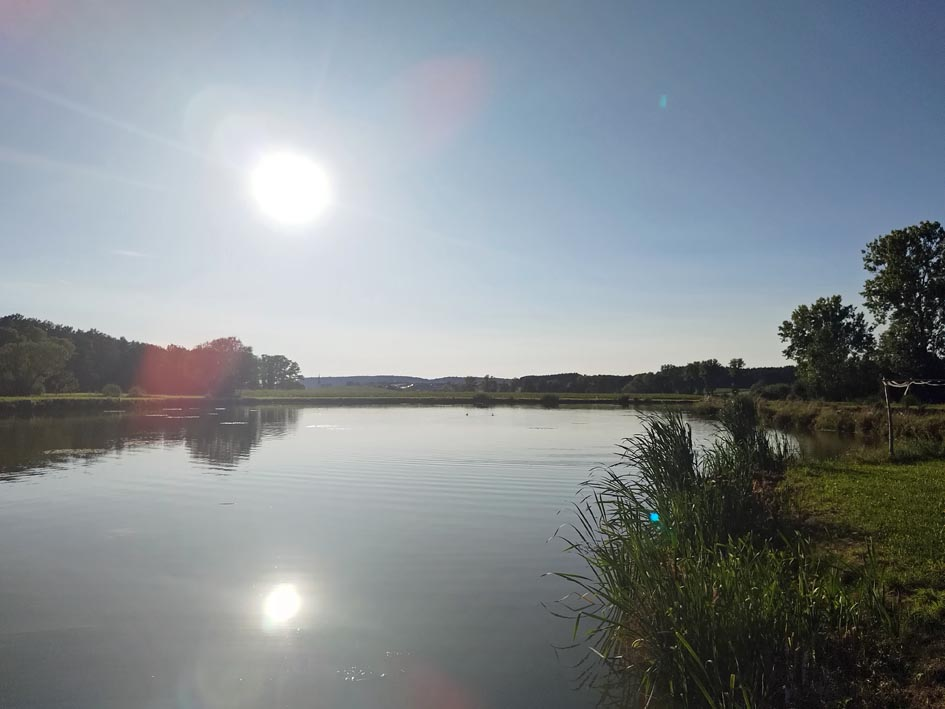
See nach der Saalequelle